# Sandra Oh
Pour les articles homonymes, voir Oh.
Sandra Oh [ˈsændɹə oʊ], née le 20 juillet 1971 à Ottawa, en Ontario, est une actrice canado-américaine.
Elle se fait connaître du grand public grâce à son rôle de Cristina Yang dans Grey's Anatomy. Son interprétation lui permet de remporter le Screen Actors Guild Awards et le Golden Globe Awards de la meilleure actrice de série télé dans un second rôle dramatique. Elle est également nommée à cinq reprises lors des Emmy Awards.
Elle opère ensuite un retour au premier plan, en tenant la vedette de la série Killing Eve qui fait d'elle la première actrice d'origine asiatique à prétendre pour le Primetime Emmy Award de la meilleure actrice dans une série télévisée dramatique ainsi que la première à présenter et recevoir un second prix lors de la 76e cérémonie des Golden Globes.
Tout au long de sa carrière, elle joue dans des productions acclamées par la critique et se fait remarquer au théâtre, ce qui lui permet de remporter, entre autres, le Prix Génie de la meilleure actrice, le Theatre World Awards et elle a notamment été élue Meilleure actrice lors du Festival international du film de Vancouver.

## Biographie

### Enfance et formation
Née à Ottawa, en Ontario, le 20 juillet 1971, de parents d'origine coréenne, son père Joon-soo (John) et sa mère, Young-nam. Elle a un frère et une sœur, Ray et Grace.
Ses parents ont quitté la Corée pour le Canada dans les années 1960.
Elle a commencé à apprendre la danse classique à quatre ans. À 10 ans déjà, elle se produit sur scène et joue dans la comédie musicale The Wizard of Woe.
Au lycée, elle est présidente du conseil des étudiants. Elle joue également de la flûte et poursuit sa formation d'actrice et de danseuse de ballet mais finit par se concentrer uniquement sur la comédie, estimant qu'elle n'était pas faite pour être une danseuse professionnelle. Sandra fait ses débuts à l'âge de quinze ans en multipliant les rôles à la télévision, au théâtre et dans des publicités.

### Débuts,Arlisset révélation critique (1994-2004)
Après avoir passé trois ans à l'École nationale de théâtre du Canada à Montréal, elle a participé au casting libre puis obtenu le rôle principal de The Diary of Evelyn Lau (« Le journal d’Evelyn Lau ») de Sturla Gunnarsson alors qu'elle était en compétition avec mille autres jeunes filles et pour lequel elle a par la suite remporté le « Fipa d’or de la meilleure actrice » lors du Festival de Cannes FIPA 1994. Elle a en outre été nommée au Gemini Award de la meilleure actrice.
En 1995, elle joue le rôle principal dans le drame canadien Double Happiness, le film reçoit une acclamation de la part des critiques. Roger Ebert fait l'éloge de la bonne interprétation de Sandra Oh. The New York Times rajoute que « l'interprétation de Madame Oh fait de son personnage, une héroïne intelligente et pointue que vous ne serez pas près d'oublier ». Elle finit par remporter le Prix Génie de la meilleure actrice. Sandra a impressionné la presse et les spectateurs français quand, après avoir reçu son prix, elle a répondu aux interviews en français, elle est en effet bilingue.
Elle vient ensuite s'installer à Los Angeles en 1996. Elle participe à un épisode de la série télévisée Kung Fu, la légende continue avant de jouer les seconds rôles dans la comédie Bean de Mel Smith. Elle intègre ensuite la distribution régulière de la série télévisée Arliss, pour laquelle elle a remporté le CableACE Award et le Genie Award de la meilleure actrice 1997. Elle incarnera Rita Wu, jusqu'en 2002 et pendant 53 épisodes.
Entre 1998 et 1999, l'actrice continue de recevoir les encouragements et le soutien de la profession, en remportant plusieurs récompenses pour son travail d'actrice, à la fois au cinéma et au théâtre. Elle est élue meilleure actrice lors du Festival international du film de Vancouver 1998; elle décroche un autre Prix Génie, en 1999, pour Last Night; et remporte la même année, le Theatre World Awards de la Meilleure interprétation féminine pour la pièce Stop Kiss,.
Parallèlement à ses divers engagements, elle continue d'être active au cinéma et se fait à nouveau remarquer dans un drame indépendant : Dancing at the Blue Iguana, avec Daryl Hannah et Jennifer Tilly. Son interprétation d'une stripteaseuse est louée par la critique, New York Times souligne : « l'interprétation tout en justesse de l'actrice qui explore la vulnérabilité de son personnage ». La même année, elle rejoint la comédie familiale Méchant Menteur avec Frankie Muniz et Amanda Bynes, un genre qu'elle connait déjà, puisqu'elle a participé, un an auparavant, à la comédie Princesse malgré elle qui popularise Anne Hathaway. Elle joue également un rôle mineur pour la comédie dramatique Full Frontal avec Julia Roberts et David Duchovny.
En 2003, elle est couronnée de succès grâce au second rôle qu'elle incarne face à Diane Lane pour le drame Sous le soleil de Toscane, suivi d'un autre rôle de soutien, également acclamé par la critique pour Sideways de Alexander Payne, que l'actrice considère comme l'un de ses meilleurs films. Dans le même temps, elle prête sa voix à l'un des personnages du film d'animation Mulan 2.

### Grey's Anatomyet succès (2005-2014)

Logo de la série télévisée Grey's Anatomy.

En 2005, elle intervient dans plusieurs productions dont le controversé thriller Hard Candy porté par Elliot Page et Patrick Wilson, le drame d'anthologie 3 Needles face à Chloë Sevigny et Olympia Dukakis où elle incarne une religieuse catholique. La même année, elle intègre la série phare de ABC, Grey's Anatomy, en prêtant ses traits au Dr Cristina Yang, brillante interne au Seattle Grace Hospital. 

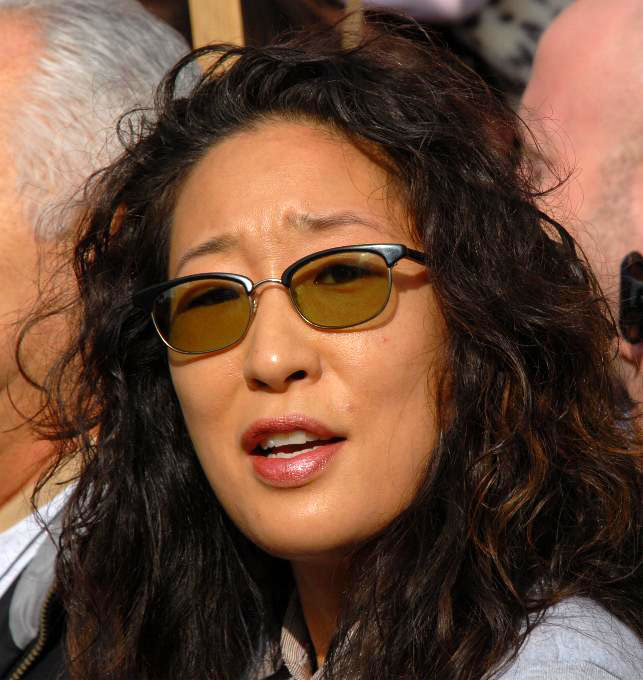
Sandra Oh, en 2010, lors de la manifestation Writer's Guild of America.

La série rencontre un succès fulgurant, critique et public, il permet de révéler l'actrice qui accède à une notoriété publique importante. En plus des récompenses communes, son interprétation est récompensée à de multiples reprises. Elle a, par exemple, remporté un Screen Actors Guild Award et un Golden Globe Award. Tout au long des saisons, son travail est également salué par la cérémonie des Emmy Awards (considérée comme l'équivalent des Oscars pour la télévision), puisqu'elle décroche 5 nominations consécutives au titre de Meilleure actrice de série télé dans un second rôle dramatique.
En 2011, elle reçoit son étoile sur le Canada's Walk of Fame, l'équivalent du Walk of Fame à Hollywood.
Elle annonce, le 13 août 2013, qu'elle quitte la série à la fin de la saison 10, estimant avoir tout donné et tout raconté concernant son personnage et son évolution. Elle souhaite également se libérer de cet engagement très prenant pour pouvoir se consacrer à d'autres projets.
Mis à part son travail sur Grey's Anatomy, elle continue d'être active au cinéma. Elle est à l'affiche du thriller The Night Listener aux côtés des respectés Robin Williams et Toni Collette; de la comédie de super héros Defendor avec Kat Dennings et Woody Harrelson; des drames Ramona et Beezus avec Selena Gomez et Rabbit Hole face à Nicole Kidman et Aaron Eckhart.

### Killing Eveet confirmation (2015-présent)

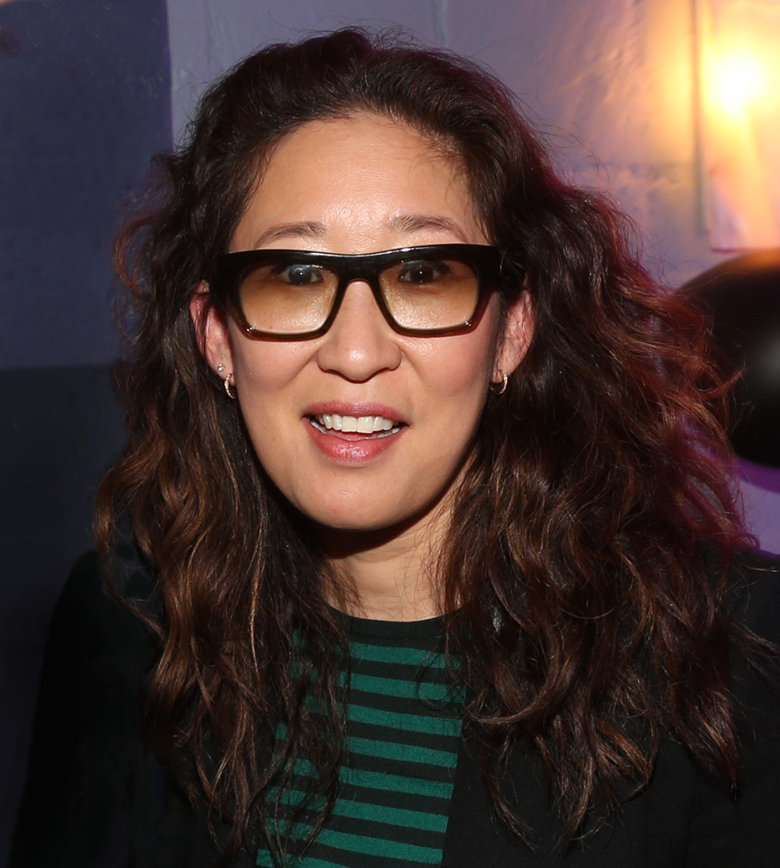
En 2016, à Los Angeles.

L'actrice ne marque pas de pause et enchaîne : Elle décroche un second rôle dans la comédie Tammy portée par Melissa McCarthy, elle y joue l'épouse de Kathy Bates; elle donne ensuite de la voix pour le film d'animation La Bataille géante de boules de neige, sorti en 2015. Cette même année, elle joue les guest-star dans six épisodes de la série Shitty Boyfriends.
Alors qu'elle ne figure plus au casting principal, elle reçoit le People's Choice Awards du personnage de série télé qui manque le plus au public pour Grey's Anatomy. Et elle tient le rôle-titre du drame court The Scarecrow, qui lui permet d'être élue Meilleure actrice dans un court métrage lors du festival du film indépendant d'Hollywood.
En 2016, elle s'unit avec la réalisatrice canadienne Ann Marie Fleming pour le long métrage animé Window Horses dans lequel elle prête également sa voix. Cette année-là, elle partage la vedette de la comédie dramatique noire Catfight avec Anne Heche, présentée en avant première au Festival international du film de Toronto.
En 2017, elle joue à nouveau les guest, à la télévision, pour la troisième saison de la série d'anthologie American Crime.
L'année d'après, elle présente, lors de la première édition du festival Canneséries, la série télévisée Killing Eve dans laquelle elle occupe le rôle titre auprès de Jodie Comer,. La série est saluée par la profession et permet à l’actrice de renouer avec les hauteurs de la critique et ainsi, décrocher sa première citation dans une des catégories principales de la cérémonie des Emmy Awards.

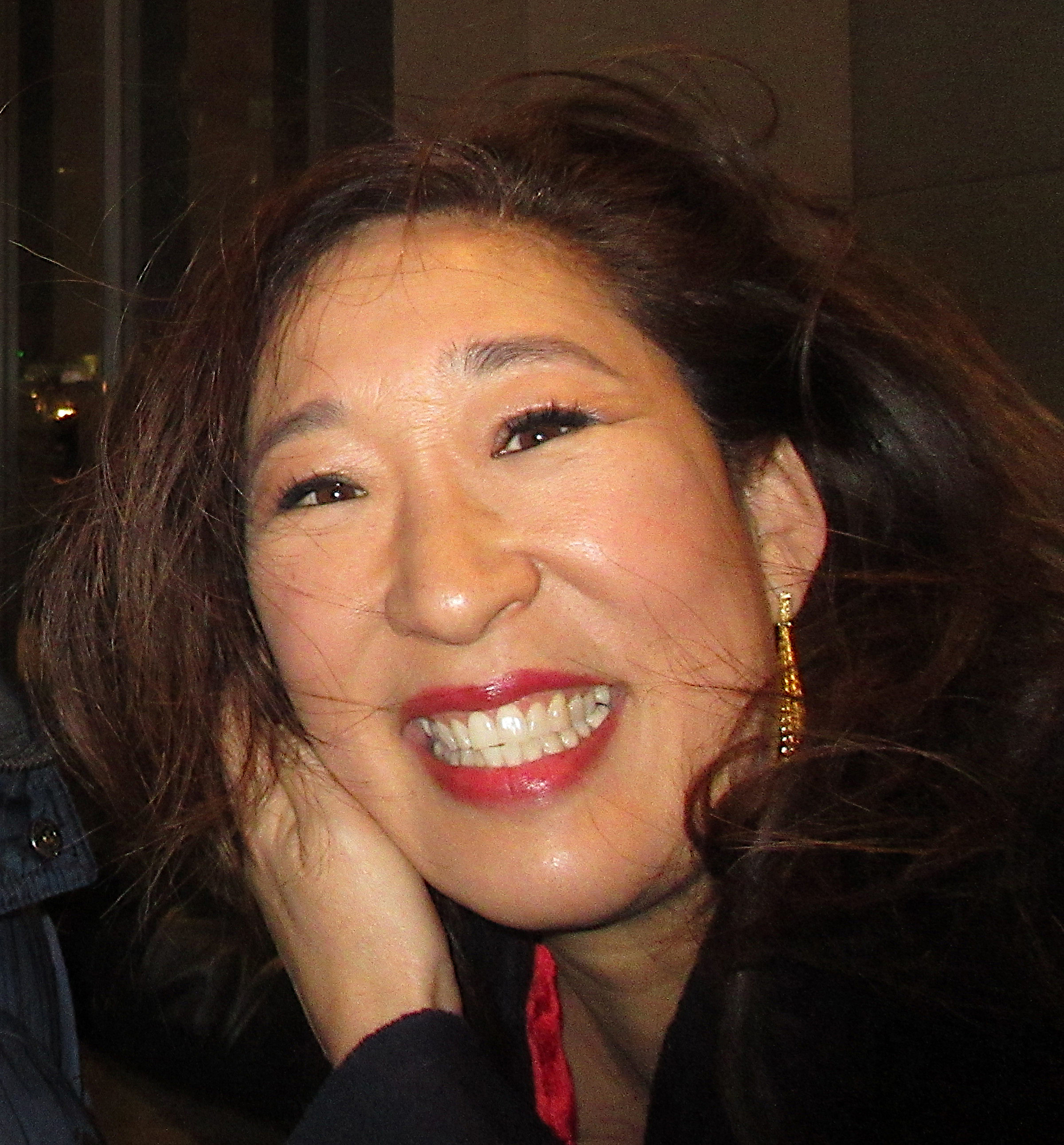
En avril 2018, à New York.

En effet, elle devint la première actrice d’origine asiatique à prétendre pour le Primetime Emmy Award de la meilleure actrice dans une série télévisée dramatique. Elle est également proposée dans la même catégorie lors de la 76e cérémonie des Golden Globes dont elle assure la présentation aux côtés d’Andy Samberg, catégorie qu'elle remporte le 6 janvier 2019. Le 27 janvier 2019, elle remporte le Screen Actors Guild Award de la meilleure actrice dans une série télévisée dramatique, lors de la 25e cérémonie des Screen Actors Guild Awards. Lors de la 71e cérémonie des Primetime Emmy Awards, l'actrice réalise un nouveau record, en obtenant deux citations, dont à nouveau pour la catégorie de la meilleure actrice dans une série télévisée dramatique, à la suite de la saison 2 de Killing Eve, mais aussi celle de la meilleure actrice invitée dans une série télévisée comique grâce à sa performance dans l'émission populaire Saturday Night Live.
En juin 2022, elle est nommée officier du Canada de l'Ordre de l'empire britannique pour sa carrière artistique.
Le 19 septembre 2022, elle assiste aux funérailles de la reine Elizabeth II à l'abbaye de Westminster en tant que représentante de la délégation canadienne.

### Vie privée
Sandra Oh est végane et milite avec l'association PETA (People for the Ethical Treatment of Animals).
Elle fréquente le réalisateur Alexander Payne, pendant cinq ans. Ils se sont mariés en 2003, avant de prendre la décision de rompre en 2005, pour un divorce finalement prononcé en 2006.
Sandra Oh donne régulièrement des conférences et anime des ateliers pour le Mark Taper Forum, le Playwrights Horizon, le Women’s Writer’s Workshop, et le LaJolla Playhouse de Michael Grief.

## Théâtre
- 1994 : Oleanna de David Mamet, Grand Theatre - London (Ontario, Canada)
- 1998 : Stop Kiss de Diana Son, Stein Shiva Theater, The Public Theater - New York
- 1998 : DogEaters de Jessica Hagedorn, mise en scène Michael Greif, Mandell Weiss Forum, UC San Diego - La Jolla
- 2001 : Vagina Monologues d'Eve Ensler
- 2002 : The House of Bernarda Alba de Federico Garcia Lorca, mise en scène Lissa Peterson, Mark Taper Forum - Los Angeles
- 2006 : Satellites de Diana Son, Joseph Papp Public Theater, The Public Theater - New York
- 2024 : The Welkin de Lucy Kirkwood, Linda Gross Theatre, Off-Broadway - New York
- 2025 : Twelfth Night de William Shakespeare, Delacorte Theater, The Public Theater - New York

## Filmographie

### Cinéma

#### Courts métrages
- 1989 : The Journey Home de Marc F. Voizard : rôle non communiqué
- 1995 : Prey de Helen Lee : ll Bae
- 1996 : Cowgirl de Sunny Lee : Sara Hwang
- 2000 : Three Lives of Kate de Karen Hanson et Ian Thompson : La narratrice
- 2001 : Date Squad d'Amie Steir : Alpha Baby
- 2002 : Barrier Device de Grace Lee : Audrey
- 2004 : 8 Minutes to Love de Thom Harp : Joy
- 2004 : Stationery de Monica Rho : La femme (voix)
- 2006 : Kind of a Blur de Jon Goldman : Joe
- 2007 : Falling de Christopher Wolfe : Melanie
- 2012 : A Helping Hand de Todd Smith et Michael Stone : Cynthia
- 2015 : The Scarecrow de Phillip Rhys : Evelyn

#### Longs métrages
- 1995 : Double Happiness de Mina Shum : Jade Li
- 1997 : Bean de Mel Smith : Bernice Schimmel
- 1998 : Sous pression (Bad Day on the Block) de Craig R. Baxley : rôle non communiqué
- 1998 : Last Night de Don McKellar : Sandra
- 1998 : Permanent Midnight de David Veloz : Une amie
- 1999 : Le Violon rouge de Francois Girard : Madame Ming
- 1999 : Une histoire d'initiation - Guinevere (Guinevere) d'Audrey Wells : Cindy
- 2000 : Le Fantôme de Sarah Williams (Waking the Dead) de Keith Gordon : Kim
- 2001  : Princesse malgré elle (The Princess Diaries) de Garry Marshall : Vice Principal Gupta
- 2002 : Dancing at the Blue Iguana de Michael Radford : Jasmine
- 2002 : Méchant Menteur (Big Fat Liar) de Shawn Levy : Mme Phyllis Caldwell
- 2002 : Full Frontal de Steven Soderbergh : Quatrième salarié renvoyé
- 2002 : Long Life, Happiness and Prosperity de Mina Shum : Kin Ho Lum
- 2003 : Sous le Soleil de Toscane (Under the Tuscan Sun) d'Audrey Wells : Patti
- 2003 : Mister Cash (Owning Mahowny) de Richard Kwietniowski : Joueuse de dés
- 2003 : Rick de Curtiss Clayton : Michelle
- 2004 : Mulan 2 : La Mission de l'Empereur (Mulan II) de Darrell Rooney : Ting Ting (animation - voix originale)
- 2005 : Sideways de Alexander Payne : Stephanie
- 2005 : Wilby Wonderful de Daniel Maclvor : Carol French
- 2005 : Break A Leg de Monika Mitchell : Jeune Turk
- 2005 : Cake de Nisha Ganatra : Lulu
- 2006 : Hard Candy de David Slade : Judy Tokuda
- 2006 : 3 Needles de Thom Fitzgerald : Marie la nonne
- 2006 : Sorry, Haters de Jeff Stanzler : Phyllis MacIntyre
- 2006 : The Night Listener de Patrick Stettner : Anna
- 2007 : For Your Consideration de Christopher Guest : Représentante marketing
- 2008 : Blindness de Fernando Meirelles : Le ministre de la santé
- 2010 : Defendor de Peter Stebbings : Dr Ellen Park
- 2010 : Ramona et Beezus de Elizabeth Allen : Mme Meacham
- 2010 : Quantum Quest: A Cassini Space Odyssey : Gal 2000 (animation - voix originale)
- 2011 : Rabbit Hole de John Cameron Mitchell : Gabby
- 2013 : 33 Liberty Lane de Peter Hewitt : Karen
- 2014 : The Goree Girls de Michael Sucsy : Vicki
- 2014 : Tammy de Ben Falcone : Susanne
- 2015 : La Bataille géante de boules de neige (Snowtime !) de Jean-François Pouliot et François Brisson : Four-eyed Frankie (animation - voix originale)
- 2016 : Window Horses (en) d'Ann Marie Fleming : Rosie Ming (animation - voix originale, également productrice)
- 2016 : Catfight de Onur Tukel : Veronica
- 2017 : Meditation Park de Mina Shum : Ava
- 2020 : Voyage vers la Lune (Over the Moon) de Glen Keane et John Kahrs : Mme Zhong (animation - voix originale)
- 2021 : Raya et le Dernier Dragon (Raya and the Last Dragon) de Don Hall, Carlos Lopez Estrada et Paul Briggs : Virana (animation - voix originale)
- 2021 : The Same Storm de Peter Hedges : Grace Park
- 2022 : Alerte rouge (Turning Red) de Domee Shi : Ming Lee (animation - voix originale)
- 2022 : Umma d'Iris K. Shim : Amanda
- 2023 : Stone Mattress de Lynne Ramsay : Grace
- 2023 : Quiz Lady de Jessica Yu : Jenny Yum
- 2024 : La Légende du tigre (The Tiger's Apprentice) de Raman Hui, Yong Duk Jhun et Paul Watling : Mistral (animation - voix originale)
- 2024 : Can I Get a Witness d'Ann Marie Fleming : Ellie
- 2025 : Les Schtroumpfs, le film (Smurfs) de Chris Miller : Moxie (animation - voix originale)
- 2025 : Good Fortune d'Aziz Ansari : Martha

### Télévision

#### Séries télévisées
- 1989 : Denim blues : Gwen (projet annulé)
- 1993 : E.N.G. reporters de choc (E.N.G.) : Une protestante (saison 5, épisode 5)
- 1995 : If Not for You : rôle non communiqué (saison 1, épisodes 2 et 3)
- 1995 : Lonesome Dove: The Outlaw Years : Ming Li (saison 1, épisode 4)
- 1996 : Kung Fu, la légende continue (Kung Fu : The Legend Continues) : Mai Chi (saison 4, épisode 2)
- 1998 : Cousin Skeeter : rôle non communiqué (saison 1, épisode 2)
- 1999 : Happily Ever After: Fairy Tales for Every Child : Breadcrumb (voix, saison 3, épisode 1)
- 1999 : Popular : Professeur (saison 1, épisodes 2 et 3)
- 2000-2001 : Amy : Detective Shelly Tran (saison 2, épisodes 12 et 19 et saison 3, épisode 9)
- 2001 : Chroniques de San Francisco (Further Tales of the City) : Bambi Kanetaka (mini-série, 3 épisodes)
- 2001 : Six Feet Under : La star du porno (saison 1, épisode 5)
- 2001-2002 : Cool Attitude : Marsha Mitsubishi (voix, saison 1, épisodes 2, 5, 7 et 16 et saison 2, épisode 3)
- 1996-2002 : Arliss : Rita Wu (53 épisodes)
- 2005 : American Dad! : Katie (saison 1, épisode 16)
- 2006 : Odd Job Jack : Vanessa (voix, saison 3, épisodes 12 et 13)
- 2006 : American Dragon: Jake Long : Sun Park (voix, 6 épisodes)
- 2009 : Robot Chicken : Sarah Connor / Kate Winslet (voix, saison 4, épisode 17)
- 2011 : Michael: Every Day : Dr Judy Song (saison 1, épisode 9)
- 2008-2012 : Phinéas et Ferb : Dr Doofenshmirtz's Girlfriend (saison 1, épisode 6 et saison 3, épisode 34)
- 2009-2013 : American Dad! : Hiko Yoshida (voix, 4 épisodes)
- 2005-2014 : Grey's Anatomy : Dr Cristina Yang (220 épisodes)
- 2008 : Chop Socky Chooks: Taekwondoe
- 2014 : Betas : Sharron (saison 1, épisode 9)
- 2015 : Shitty Boyfriends : Kathy (6 épisodes)
- 2016 : Peg+Cat : Madame la présidente (voix, saison 2, épisode 8)
- 2017 : American Crime : Abby Tanaka (saison 3, épisodes 1, 2, 6 et 8)
- 2018-2022 : Killing Eve : Eve Polastri (rôle principal - également productrice exécutive et productrice associée) (31 épisodes)
- 2018-2020 : She-Ra et les Princesses au pouvoir (She-Ra and the Princesses of Power) : Castaspella (voix)
- depuis 2021 : Invincible : Debbie Grayson
- 2019 : Saturday Night Live : Agent d'admission (1 épisode)
- 2021 : Directrice (The Chair) (mini-série) : Dr. Ji-Yoon Kim
- 2022 : Sandman : La Prophète (The Prophet en VO) (1 épisode)
- 2023 : Gremlins : Secrets of the Mogwai : Nuwa (voix) (3 épisodes)
- 2024 : Le Sympathisant (The Sympathizer) de Park Chan-wook (mini-série) : Sofia Mori
- 2025 : My Little Pony : Tell Your Tale : Zinnea (voix) (1 épisode)

#### Téléfilms
- 1992 : School's Out de Kit Hood : Une serveuse (non créditée)
- 1993 : The diary of Eveyln Lau de Sturla Gunnarsson : Evelyn Lau
- 1995 : Cagney & Lacey: The View Through the Glass Ceiling de John Patterson : Officier Angela Lum
- 2007 : The Land Before Time XIII: The Wisdom of Friends de Jamie Mitchell et Charles Grosvenor : Doofah (voix)
- 2022 : Rising Against Asian Hate : One Day in March de Titi Yu : narratrice
- 2023 : Invincible : Atom Eve de Haylee Herrick : Debbie Grayson (voix)

## Distinctions

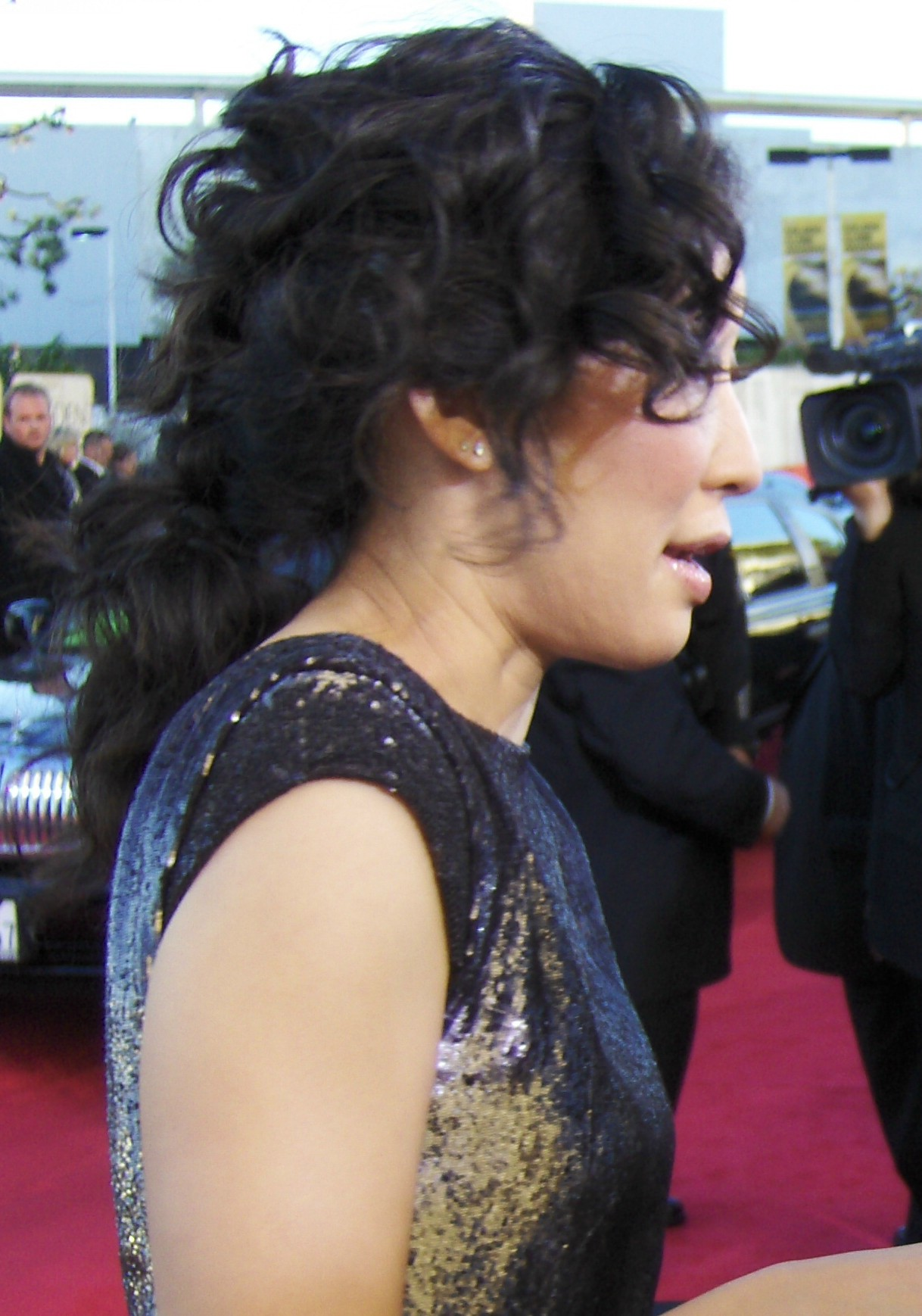
Golden Globes 2007.

Sauf indication contraire ou complémentaire, les informations mentionnées dans cette section proviennent des bases de données IMDb et IBDb.

### Récompenses
- Festival international de programmes audiovisuels documentaires de Biarritz 1994 : Meilleure actrice pour The Diary of Evelyn Lau
- Prix Génie 1994 : Meilleure actrice pour Double Happiness
- Torino International Festival of Young Cinema 1994 : Mention spéciale d'interprétation pour Double Happiness
- CableACE Awards 1997 : Meilleure actrice dans une série télévisée comique pour Arli$$
- Festival international du film de Vancouver 1998 : Meilleure actrice pour Last Night
- Prix Génie 1999 : Meilleure actrice pour Last Night
- Theatre World Awards 1999 : Meilleure interprétation féminine pour Stop Kiss
- Milano International Film Festival Awards (MIFF Awards) 2001 : Meilleure actrice pour Dancing at the Blue Iguana
- Awards Circuit Community Awards 2004 : Meilleure distribution pour Sideways
- Boston society of film critics awards 2004 : Meilleure distribution pour Sideways
- Phoenix Film Critics Society Awards 2004 : Meilleure distribution pour Sideways
- Central Ohio Film Critics Association Awards 2005 : Seconde place de la Meilleure distribution pour Sideways
- Critics' Choice Movie Awards 2005 : Meilleure distribution pour Sideways
- Screen Actors Guild Awards 2005 : Meilleure distribution pour Sideways
- Golden Globes 2006 : Meilleure actrice dans un second rôle dans une série, une mini série ou un téléfilm pour Grey's Anatomy
- Online Film & Television Association 2006 : Meilleure actrice de série télé dramatique dans un second rôle pour Grey's Anatomy
- Satellite Awards 2006 : Meilleure distribution pour Grey's Anatomy
- Screen Actors Guild Awards 2006 : Meilleure actrice dans une série télé dramatique pour Grey's Anatomy
- Screen Actors Guild Awards 2007 : Meilleure distribution pour Grey's Anatomy
- Hollywood Reel Independent Film Festival 2015 : Meilleure actrice dans un court métrage pour The Scarecrow
- People's Choice Awards 2015 : Personnage de série télé qui manque le plus pour Grey's Anatomy
- Critics' Choice Television Awards 2019 : meilleure actrice dans une série télévisée dramatique pour Killing Eve
- Golden Globes 2019 : meilleure actrice dans une série télévisée dramatique pour Killing Eve
- Gay and Lesbian Entertainment Critics Association 2019 : meilleure actrice dans une série télévisée de l'année pour Killing Eve
- Online Film & Television Association 2019 : meilleure actrice dans une série télévisée dramatique pour Killing Eve
- Screen Actors Guild Awards 2019 : meilleure actrice dans une série télévisée dramatique pour Killing Eve
- Prix du Centre national des Arts 2019 : Prix du Gouverneur général pour les arts du spectacle[22]

### Nominations
- Prix Gemini 1995 : Meilleure interprétation par une actrice dans un programme dramatique pour The Diary of Evelyn Lau
- Chlotrudis Awards 2000 : Meilleure actrice pour Last Night
- NAACP Image Awards 2001 : Meilleure actrice de série télé dans un second rôle pour Arli$$
- NAMIC Vision Awards 2003 : Meilleure actrice dans une série télé comique pour Arli$$
- Awards Circuit Community Awards 2004 : Meilleure actrice dans un second rôle pour Sideways
- Gold Derby Awards 2005 : Meilleure distribution pour Sideways
- Primetime Emmy Awards 2005 : Meilleure actrice de série télé dramatique dans un second rôle pour Grey's Anatomy
- Satellite Awards 2005 : Meilleure actrice de série télé dramatique dans un second rôle pour Grey's Anatomy
- Chlotrudis Awards 2006 : Meilleure actrice dans un second rôle pour Wilby Wonderful
- Gold Derby Awards 2006 :
  - Meilleure distribution pour Grey's Anatomy
  - Meilleure actrice dans un second rôle pour Grey's Anatomy
- Primetime Emmy Awards 2006 : Meilleure actrice de série télé dramatique dans un second rôle pour Grey's Anatomy
- Screen Actors Guild Awards 2006 : Meilleure distribution pour Grey's Anatomy
- Drama Desk Awards 2007 : Meilleure actrice dans une pièce pour Satellites
- Gold Derby Awards 2007 :
  - Meilleure distribution pour Grey's Anatomy
  - Meilleure actrice dans un second rôle pour Grey's Anatomy
- Festival de télévision de Monte-Carlo 2007 : Meilleure actrice dans une série télévisée dramatique pour Grey's Anatomy
- Online Film & Television Association 2007 : Meilleure actrice de série télé dramatique dans un second rôle pour Grey's Anatomy
- Primetime Emmy Awards 2007 : Meilleure actrice de série télé dramatique dans un second rôle pour Grey's Anatomy
- Primetime Emmy Awards 2008 : Meilleure actrice de série télé dramatique dans un second rôle pour Grey's Anatomy
- Screen Actors Guild Awards 2008 : Meilleure distribution pour Grey's Anatomy
- Primetime Emmy Awards 2009 : Meilleure actrice de série télé dramatique dans un second rôle pour Grey's Anatomy
- NAACP Image Awards 2010 : Meilleure actrice dans une série télé dramatique pour Grey's Anatomy
- People's Choice Awards 2011 :
  - Actrice préférée dans une série télévisée dramatique pour Grey's Anatomy
  - Docteur préférée dans une série télévisée pour Grey's Anatomy
- NAACP Image Awards 2011 : Meilleure actrice de série télé dramatique dans un second rôle pour Grey's Anatomy
- Gold Derby Awards 2012 : Meilleure actrice dans un second rôle pour Grey's Anatomy
- NAACP Image Awards 2012 : Meilleure actrice dans une série télé dramatique pour Grey's Anatomy
- NAACP Image Awards 2013 : Meilleure actrice dans une série télé dramatique pour Grey's Anatomy
- People's Choice Awards 2014 :
  - Actrice préférée dans une série télévisée dramatique pour Grey's Anatomy
  - Alchimie préférée pour Grey's Anatomy, nomination partagée avec Ellen Pompeo
- Gold Derby Awards 2018 : meilleure actrice dans une série télévisée dramatique pour Killing Eve
- 70e cérémonie des Primetime Emmy Awards 2018 : meilleure actrice dans une série télévisée dramatique pour Killing Eve
- Television Critics Association Awards 2018 : meilleure interprétation dramatique pour Killing Eve
- Online Film & Television Association 2018 : meilleure actrice dans une série télévisée dramatique pour Killing Eve
- British Academy Television Awards 2019 : meilleure actrice pour Killing Eve
- Festival de télévision de Monte-Carlo 2019 : meilleure actrice dans une série télévisée dramatique pour Killing Eve
- Gold Derby Awards 2018 :
  - meilleure actrice dans une série télévisée dramatique pour Killing Eve
  - meilleure actrice invitée dans une série télévisée comique pour Saturday Night Live
- British Academy Television Awards 2019 : Meilleure actrice pour Killing Eve
- Critics' Choice Television Awards 2019 : meilleure actrice dans une série télévisée dramatique pour Killing Eve
- Etna Comics International Film Festival 2019 : meilleure performance dans une série télévisée pour Killing Eve
- Primetime Emmy Awards 2019 :
  - meilleure actrice dans une série télévisée dramatique pour Killing Eve
  - meilleure actrice invitée dans une série télévisée comique pour Saturday Night Live
- Satellite Awards 2019 : meilleure actrice dans une série télévisée dramatique pour Killing Eve
- Saturn Awards 2019 : meilleure actrice de télévision pour Killing Eve
- Women's Image Network Awards 2020 : meilleure actrice dans une série télévisée dramatique pour Killing Eve
- Primetime Emmy Awards 2020 : Meilleure actrice dans une série télévisée dramatique pour Killing Eve
- People's Choice Awards 2020 :
  - actrice préférée dans une série télévisée dramatique pour Killing Eve
  - actrice préférée dans une série télévisée pour Killing Eve
- Online Film & Television Association 2020 : meilleure actrice dans une série télévisée dramatique pour Killing Eve

## Voix francophones
En version française, Sandra Oh est principalement doublée par Yumi Fujimori . Cette dernière est notamment sa voix dans Dancing at the Blue Iguana, Sideways, Grey's Anatomy, Defendor, Tammy, American Crime, Killing Eve ou encore Directrice.
À titre exceptionnel, elle est doublée par Martine Irzenski dans Last Night, Josiane Pinson dans Arliss, Nathalie Régnier dans Amy, Natacha Muller dans Six Feet Under, Valérie Lemaître dans Ramona et Beezus et Brigitte Aubry dans  Hard Candy.